# Ahmed Abdallah Abderemane
Ahmed Abdallah Abderemane (12. června 1919 – 26. listopadu 1989 Moroni) byl komorský politik, prezident Islámské federativní republiky Komory.
V období, kdy byly Komorské ostrovy francouzskou kolonií, působil jako jejich zástupce ve francouzském Senátu (1959 – 1975). V letech 1973 – 1975 byl předseda autonomní vlády, po vyhlášení samostatnosti 6. července 1975 se stal na necelý měsíc jejich prvním prezidentem. 3. srpna 1975 byl svržen vojenským převratem, když vládu převzal nejprvé Said Mohamed Jaffar a vzápětí Ali Soilih. Ahmed Abdallah z exilu ve Francii zorganizoval další převrat a 28. října 1978 se vrátil na prezidentský post, na kterém setrval až do roku 1989, kdy byl zavražděn při neúspěšném pokusu o státní převrat.